# Minibidion confine
Minibidion confine är en skalbaggsart som beskrevs av Martins 1968. Minibidion confine ingår i släktet Minibidion och familjen långhorningar. Inga underarter finns listade i Catalogue of Life.